# Enviado alemán en San Petersburgo

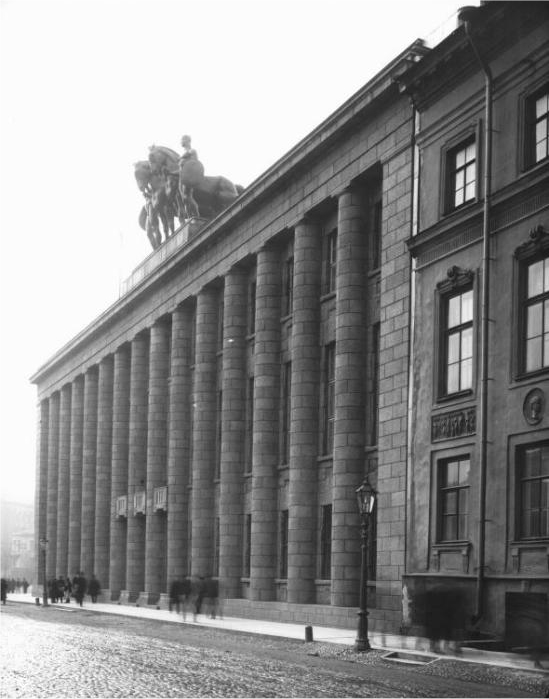
Embajada de Alemania en San Petersburgo.

El Enviado alemán en San Petersburgo representó el gobierno alemán ante el gobierno del Imperio ruso.
Hasta 1918 se ubicó a la Plaza de San Isaac cerca del Museo del Hermitage, en San Petersburgo.
| Nombrado/Acreditado | Nombre                                  | Referencias | Enviado de                      | Enviado ante           | Salida   |
| ------------------- | --------------------------------------- | --- | ------------------------------- | ---------------------- | -------- |
| 1789                | Leopold Heinrich von Goltz              | nació en 1745 y murió en 1816                                                                                                   | Federico Guillermo II de Prusia | Catalina II de Rusia   | 1794     |
| 1845/05             | Theodor Heinrich Rochus von Rochow      | nació en 1793 y murió el 20 de abril de 1854                                                                                    | Federico Guillermo IV de Prusia | Alejandro II de Rusia  | 1854     |
| 1854                | Carl Anton Philipp Freiherr von Werther | nació en 1809 y murió en 1894                                                                                                   | Federico Guillermo IV de Prusia | Alejandro II de Rusia  | 1858     |
| 1859                | Otto von Bismarck                       | nació en 1815 y murió en 1898                                                                                                   | Federico Guillermo IV de Prusia | Alejandro II de Rusia  | 1860     |
| 1860                | Robert Heinrich Ludwig von der Goltz    | nació en París el 6 de junio de 1817 y murió en Charlottenburg el 24. Juni 1869                                                 | Guillermo I de Alemania         | Alejandro II de Rusia  | 1862     |
| 1863                | Heinrich Alexander von Redern           | nació en 1804 y murió en 1888, desde 1953 hasta 1859 enviado de prusia en dresde                                                | Guillermo I de Alemania         | Alejandro II de Rusia  | 1866     |
| 1867                | Heinrich VII. Reuß zu Köstritz          | nació en y murió | Guillermo I de Alemania         | Alejandro II de Rusia  | 1876     |
| 1876                | Hans Lothar von Schweinitz              | nació en 1822 y murió en 1901                                                                                                   | Guillermo I de Alemania         | Alejandro III de Rusia | 1892     |
| 1892/11             | Bernhard Franz Wilhelm von Werder       | nació en Potsdam el 27 de febrero de 1823 y murió en Berlín el 19 de marzo de 1907; entre 1869 y 1886 Ataché en San Petersburgo | Guillermo II de Alemania        | Alejandro III de Rusia | 1895     |
| 1895                | Heinrich von Tschirschky                | nació en Dresde el 15 de julio de 1858 y murió en Viena el 15 de noviembre de 1916                                              | Guillermo II de Alemania        | Nicolás II de Rusia    | 1900     |
| 1901                | Friedrich Johann von Alvensleben        | nació en Erxleben, Börde el 9 de abril de 1836 y murió el 16 de septiembre de 1913                                              | Guillermo II de Alemania        | Nicolás II de Rusia    | 1905     |
| 1905/01/05          | Wilhelm von Schoen                      | nació en Worms (Alemania) el 3 de junio de 1851 y murió en Berchtesgaden el 24 de abril de 1933.                                | Guillermo II de Alemania        | Nicolás II de Rusia    | 1907/10  |
| 1907/12             | Friedrich Pourtalès                     | nació en Oberhofen am Thunersee el 24 de octubre de 1853 y murió en Bad Nauheim el 3 de mayo de 1928                            | Guillermo II de Alemania        | Nicolás II de Rusia    | 19140801 |
| 1910                | Ernst von Grunelius                     | nació en 1864 y murió en 1943, desde el 17 de agosto de 1916 a 1919 enviado en Dresde                                           | Leopoldo de Baviera             | Nicolás II de Rusia    | 19140801 |
| 191804              | Wilhelm von Mirbach-Harff               | nació en Bad Ischl el 2 de julio de 1871 y murió en Moscú el 6 de julio de 1918                                                 | Guillermo II de Alemania        | Lenin                  | 19180706 |

## Galería

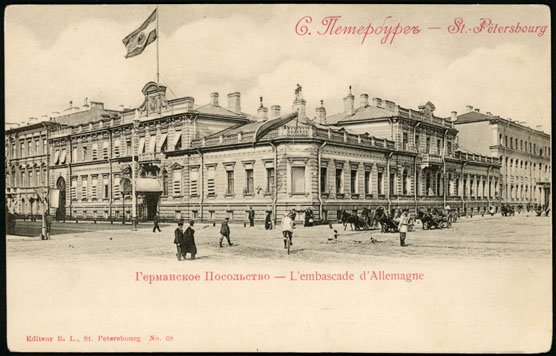
Embajada del Imperio alemán, antes de la reconstrucción
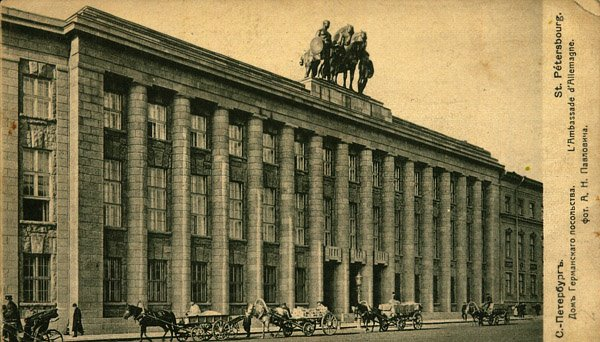
Embajada del Imperio alemán, después la reconstrucción según un proyecto de Peter Behrens
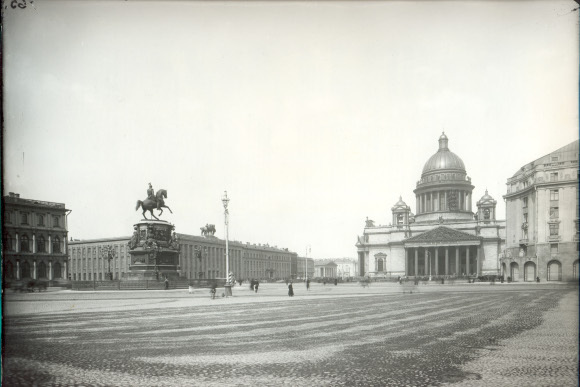
Vista de la Plaza de San Isaac
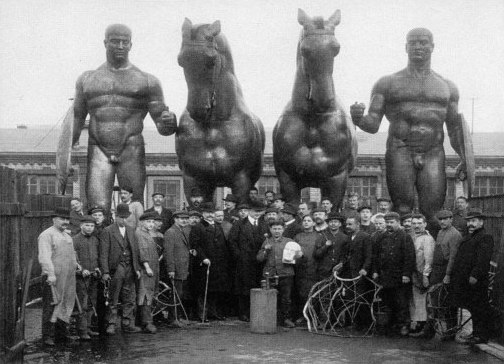
Escultura de Dioscuros antes del montaje en el edificio de la embajada
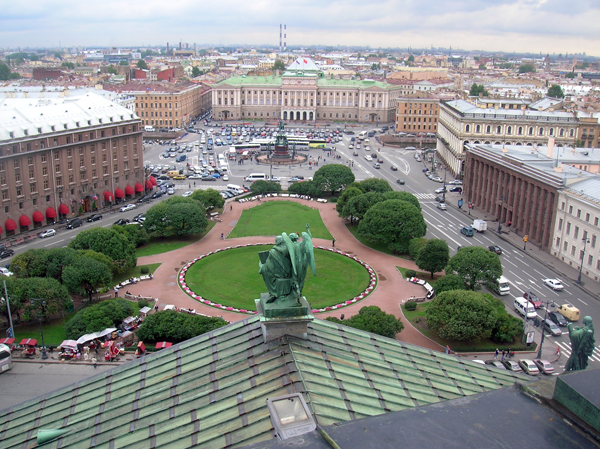
Plaza de San Isaac desde la Catedral de San Isaac